# Andrew McCollum
Andrew McCollum (4 september 1983) is een Amerikaanse investeerder en ondernemer. Hij is medeoprichter van Facebook en sinds 2014 de algemeen directeur van Philo

## Opleiding
McCollum studeerde aan de Harvard-universiteit, waar hij samen met Mark Zuckerberg en andere leden van het oprichtingsteam van Facebook studeerde. Hij werkte bij Facebook van februari 2004 tot september 2007. Aanvankelijk hield hij zich bezig met Wirehog, een programma voor het delen van bestanden dat hij samen met Adam D'angelo ontwikkelde. Na zijn vertrek bij Facebook keerde McCollum terug naar Harvard, waar hij in 2007 afstudeerde met een bachelor in computerwetenschappen. Later behaalde hij ook een master in onderwijs aan de Harvard Graduate School of Education.
Daarnaast maakte McCollum deel uit van het Harvard-team dat deelnam aan de 31e International Collegiate Programming Contest van de Association for Computing Machinery in Tokio, nadat het team in de regionale voorronde als tweede was geëindigd, net achter het Massachusetts Institute of Technology.

## Loopbaan
McCollum was medeoprichter van JobSpice, een online hulpmiddel voor het opstellen van cv’s. Hij vervulde de rol van ondernemer in residentie bij zowel New Enterprise Associates als Flybridge Capital Partners. In november 2014 werd McCollum benoemd tot algemeen directeur van Philo, als opvolger van Christopher Torpe

## Privé Leven
In juni 2012 trouwde McCollum met Gretchen Sisson, die als postdoctoraal onderzoeker in de sociologie werkzaam is.